# هوارد هال
هوارد هال (بالإنجليزية: Howard Hall)‏ هو سائق سباق ومهندس أمريكي، (و. 1885  م).